# Brookfield Place (Perth)
Le Brookfield Place est un gratte-ciel de 234 mètres construit en 2012 à Perth en Australie.